# Canistrum auratum
Espèce
Canistrum auratum est une espèce de plantes tropicales de la famille des Bromeliaceae, endémique du Brésil.

## Distribution
L'espèce est endémique du centre-est du Brésil, présente dans les États de Bahia et de Minas Gerais.

## Description
L'espèce est épiphyte.